# Maria Ana de Áustria, Eleitora da Baviera
Maria Ana de Áustria (em alemão:  Maria Anna von Habsburg, Erzherzogin von Österreich ) (Graz, 13 de janeiro de 1610 – Munique, 25 de setembro de 1665), também conhecida por Maria Ana, Eleitora da Baviera (Maria Anna, Kurfürstin von Bayern) foi, por nascimento, Arquiduquesa da Áustria e membro da casa de Habsburgo e, por casamento, Princesa Eleitora da Baviera.

## Biografia

### Arquiduquesa da Áustria
Maria Ana era a quinta criança (segunda filha) nascida do casamento de Fernando II, Sacro Imperador Romano-Germânico com a sua primeira mulher Maria Ana, filha do duque Guilherme V da Baviera. Provavelmente terá sido batizada em homenagem a sua mãe, que veio a falecer em 1616.
Maria Ana, que gostava particularmente de caçar, recebeu uma estrita educação jesuíta e era considerada uma mulher de grande beleza com virtudes excecionais, sendo prudente, organizada e com grande sentido de estado. Também falava fluentemente o italiano para além do alemão, a sua língua natal.
Em 1619 o pai tornou-se Sacro Imperador Romano-Germânico, rei da Boêmia e rei da Hungria, o que aumentou o seu estatuto social. Dois anos mais tarde, em 1622, seu pai volta a casar com Leonor Gonzaga, filha de Vicente I Gonzaga, Duque de Mântua, de quem não teve geração.

### Casamento
Em 15 de julho de 1635 na igreja Augustiniana, em Viena, Maria Ana casou com o seu tio, Maximiliano I, Eleitor da Baviera, cuja anterior mulher, Isabel de Lorena, morrera uns meses antes. O casamento foi celebrado por Franz von Dietrichstein, Bispo de Olomouc.
No contrato de casamento, assinado dois dias mais tarde em 17 de julho, o imperador fez a excecional estipulação que Maria Ana não renunciaria aos seus direitos à herança dos Habsburgos (Erbverzicht) como era hábito para as arquiduquesas austríacas quando casavam com príncipes estrangeiros; provavelmente Fernando II teve a intenção de assegurar os direitos da sua filha mais velha no caso da extinção dos seus descendentes masculinos. Como dote, Maria Ana recebeu o montante de 250 000 florins colateralizados pelo castelo de Wasserburg e pelos distritos de Kraiburg e Neumarkt. Como local para sua viuvez, receberia o Castelo de Trausnitz, em Landshut.
Com este casamento, o Eleitor da Baviera teve a oportunidade de assegurar um herdeiro há muito já esperado (ele não tivera descendência do seu primeiro casamento) mas também demonstrar a sua aliança com o Sacro Imperador contra a França, que estava preparada para uma guerra eminente.

### Eleitora da Baviera

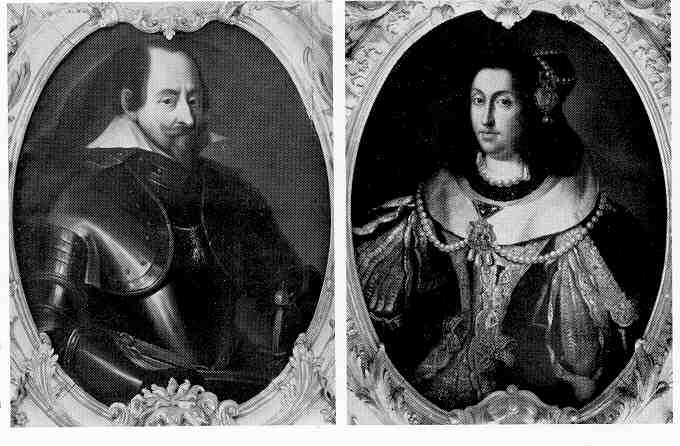
Retrato de Maria Ana e seu marido (e tio), Maximiliano I.

O casamento com Maximiliano foi muito feliz e o marido vivia apaixonado pela mulher. Durante a primeira gravidez de Maria Ana, o casal fez uma peregrinação a Andechs para rezar por um feliz nascimento. Em 31 de outubro de 1636, a Eleitora deu à luz o primeiro varão, foi chamado de Fernando Maria em homenagem ao seu avô , o imperador Fernando II, que foi também padrinho do recém nascido. O nascimento revelou-se extremamente difícil para Maria Ana; ela ficou tão fraca que perdeu a capacidade de falar. A sua recuperação foi atribuída à ajuda das relíquias de São Francisco de Paula, pelo que Maximiliano I fundou em Neunburg vorm Wald um mosteiro consagrado ao santo. Quase dois anos depois, em 30 de setembro de 1638, a Eleitora teve um segundo filho, Maximiliano Filipe Jerónimo.
Maria Ana ajudou o marido nos assuntos de governo mostrando interesse nos assuntos políticos do estado, chegando a participar nas reuniões do Conselho de Ministros. Apesar da sua origem ser a Casa de Habsburgo (ela mantinha correspondência regular quer com o irmão , o imperador Fernando III, quer com outros familiares), ela defendia sempre o ponto de vista bávaro. Além disso, ela trocava opiniões com alto funcionários do governo de Munich.
Após a conquista da Fortaleza de Philippsburg pelos franceses em 1644, Maria Ana instou o seu irmão, o arquiduque Leopoldo Guilherme, que comandava os exércitos imperiais desde 1639, em nome do seu marido, a iniciar negociações de paz.
Em 1650, pouco antes da sua morte, Maximiliano I, num documento escrito dirigido à  mulher, dá-lhe indicações precisas para o período de regência  que se aproximava.

### Regente do Eleitorado da Baviera
Quando Maximiliano I escreveu o seu testamento em 1641, Maria Ana reivindica, durante a menoridade do filho, a sua co-assinatura em assuntos nacionais. Contudo, o gabinete do Administrator na Bavaria e Saxónia alegou que, de acordo com a Bula de Ouro, as mulheres estavam excluídas do governo. Ela consultou uma comissão especializada sem o conhecimento do seu marido e assegurou um parecer favorável aos seus direitos que foi adicionado ao testamento de Maximiliano I. Assim, após a morte de Maximiliano I (em 27 de setembro de 1651) o seu irmão Alberto VI da Baviera legalmente tornou-se o regente da Baviera para Fernando Maria, ainda menor, e foi confirmado no cargo quer pelo tribunal Imperial, quer pelo Eleitoral. Maria Ana assumiu inteira responsabilidade pelo Departamento de Justiça e por outros assuntos administrativos do estado.
Em 1664 Maria Ana, que permaneceu uma conselheira de seu filho mesmo após a regência ter terminado, sugeriu colocar o país sob a proteção de São José Após a morte de seu marido, ela passou a viver no chamado andar da viúva (Witwenstock) na ala sudoeste da Residência de Munique. Até à sua morte ela era um membro do Conselho Privado, o mais alto corpo de governo, embora sem direito a voto.
Ela morreu em Munique aos 55 anos, sendo sepultada na Igreja de São Miguel, sendo o seu coração depositado no Santuário de Nossa Senhora de Altötting.

## Na literatura
Maria Ana é uma personagem central da novela, 1634: A Crise Bávara (Eric Flint & Virginia DeMarce, Editora: Baen Books).
No enredo ela escapava ao casamento com Maximiliano indo ao encontro de seu primo, o Cardeal-Infante Fernando de Habsburgo que se auto-declarara "Rei dos Países Baixos".